# Limnocharis laforestii
Limnocharis laforestii là một loài thực vật có hoa trong họ Alismataceae. Loài này được Duchass. ex Griseb. mô tả khoa học đầu tiên năm 1858.